# Hardflip (skateboardtruc)
De Hardflip is een skateboardtruc. Het is een combinatie van een Frontside Shove-it en een kickflip tegelijk uitgevoerd. De truc dankt zijn naam aan het feit dat deze enigszins moeilijk onder de knie te krijgen is. Eens je hem beheerst is hij niet moeilijker dan andere fliptrucs.
Omdat deze truc moeilijk is als je deze horizontaal wilt laten flippen, doen professionele skateboarders deze ook richting verticaal.Sommige mensen claimen hardflip te kunnen, maar in weze voeren ze een pop shuvit uit waarbij het bord de illusie geeft van te flippen. Dit wordt weleens bespottelijk Illusion Flip (Illusie flip) genoemd binnen de skatewereld. Een hardflip is dus zeker niet hetzelfde als een Illusion Flip, de horizontale rotatie is immers naar de verkeerde kant en het bord ondergaat geen flip.
De truc is gepopulariseerd door Chet Thomas, Kareem Campbell en Kris Markovich, die de truc ook meestal Switch en Nollie doen. Rodney Mullen doet deze truc vaak uit Fs Crooked's, omdat hij deze erg fijn vindt om te landen, zo antwoordde hij in een interview.
Tevens is de hardflip een truc die te zien is in verschillende Tony Hawk-spelletjes.